# Gunvor Guggisberg
Gunvor Guggisberg ou le plus souvent simplement Gunvor, née le 23 août 1974 à Berne, est une chanteuse suisse.

## Biographie
À 23 ans, elle remporte le concours organisé par la radio DRS 1. Elle obtient dans le même temps la représentation de la Suisse au Concours Eurovision de la chanson 1998 ; avec la chanson Lass ihn qu'elle a composée. Bien mal lui en prend : humiliée et ridiculisée, elle n'obtient aucun point et finit à la dernière place.
Par la suite, elle fait parler d'elle plutôt dans la presse people que pour sa musique. Le réalisateur Paul Riniker tourne un documentaire, « Gunvor – Eine Mediengeschichte » (« Gunvor - une histoire médiatique » en allemand).
En 2003 et 2004, elle tient le rôle de Crissy dans la comédie musicale Hair.
Fin 2013, elle écrit « Prisoner of Love » interprétée par Damian Betschart alias Channing pour représenter la Suisse au Concours Eurovision de la chanson 2014, en dépit de son échec lors du concours de 1998. Elle n'est pas retenue.

## Discographie
- Lass ihn (1998) (single)
- Money Makes … (1998) (single)
- Land of Fantasy (1999) (single)
- From A to Z (2000) (album double CD)
- Born to Be (Loved by You) (2002) (single)
- Don’t Judge (2009) (single)
- Passion (Fearless) (2011) (single)
- Question of Trust (2013) (single)
- Moi, j’aime faire l’amour (2013) (single)[2]
- Secret Love (2013) (single)